# Десять франков «Шахтёр»
Десять франков «Шахтёр» — французская банкнота, выпущенная Банком Франции, эскиз которой разработан 11 сентября 1941 года и выпущена Банком Франции 11 ноября 1943 года. Банкнота выпускалась до 1951 года. Она заменила Десять франков Минерва.

## История
Эта банкнота появилась после немецкой оккупации Франции. Генеральный совет Банка Франции разработал серию банкнот, на которых были изображены люди рабочих профессий и люди в традиционных костюмах разных регионов страны. Эта серия вызвала определённые споры в прессе того времени (см. Пять франков Пастух).
В первом проекте банкноты, представленном Генеральному Совету в 1939 году, был изображён солдат с винтовкой на плечах. Хотя дизайн банкноты относится к теме работа и семья, являлись двумя любимыми темами Петена, однако дополнительный выпуск банкнот был напечатан в 1949 году и изъят из обращения в 1951 году. Банкнота была лишена статуса законного платежного средства с 1 января 1963 года.

## Описание
Авторами банкноты стали: Люсьен Йонас, и гравёры Камиль Бельтран и Эрнест-Пьер Делош.
Аверс банкноты, преимущественно коричневого и серого цвета, в левой части банкноты портрет шахтёра с кайлом на плече на фоне посёлка. По краям банкноты статуи двух стоящих шахтёров.

Реверс, на котором сочетаются оттенки желтого, зеленого и синего цветов, изображена крестьянка в белом платке и ребёнком на руках. Она держит в левой руке мотыгу. Крестьянка изображена на фоне сельской местности и двух волов с ярмом.
Темой банкноты стал регион Лотарингия: На водяном знаке изображена Жанна д'Арк в шлеме. Размеры банкноты 118 мм х 75 мм.